# هاري روب
هاري روب (بالإنجليزية: Harry Robb)‏ هو لاعب كرة قدم أمريكية أمريكي، ولد في 11 مايو 1897 في Pitcairn, Pennsylvania ‏ في الولايات المتحدة، وتوفي في 1 ديسمبر 1971.